# 不死軍團2
是一部2025年美國超級英雄電影，由維多莉亞·馬奧尼執導，格雷格·鲁卡撰寫劇本。故事改編自鲁卡與萊安德羅·費南德茲共同創作的漫畫《不死軍團》。該片為2020年電影《不死軍團》的續集，由莎莉·賽隆、琪琪·蘭恩、馬提亞斯·修奈爾、馬文·坎薩林、路卡·馬林內利、奇維托·艾吉佛、鄔瑪·舒曼、吳清雲和亨利·高汀演出。
電影2025年7月2日透過Netflix串流獨家發行。

## 演員
- 莎莉·賽隆飾演安迪／斯基泰人安德羅馬奇（Andy / Andromache of Scythia）
- 琪琪·蘭恩（英语：KiKi Layne）飾演妮爾·弗里曼（Nile Freeman）
- 馬提亞斯·修奈爾飾演布克／塞巴斯蒂安·勒·利弗（Booker / Sebastian Le Livre）
- 馬文·坎薩林飾演喬／優素福·凱薩尼（Joe / Yusuf Al-Kaysani）
- 路卡·馬林內利（英语：Luca Marinelli）飾演尼基／尼科洛·迪·熱那亞（Nicky / Nicolo di Genova）
- 奇維托·艾吉佛飾演詹姆士·科普利（James Copley）
- 鄔瑪·舒曼飾演迪斯科德（Discord）
- 吳清雲飾演瓊（Quỳnh）
- 亨利·高汀飾演圖亞（Tuah）

## 製作
2021年1月，Netflix為《不死軍團》續集亮起綠燈。8月，宣佈維多莉亞·馬奧尼將取代吉娜·普林斯-拜斯伍德接任導演職務。莎莉·賽隆、琪琪·蘭恩、馬提亞斯·修奈爾、馬文·坎薩林、路卡·馬林內利和奇維托·艾吉佛回歸飾演各自的角色。2022年6月，鄔瑪·舒曼和亨利·高汀出演未公佈的角色，並確認格雷格·鲁卡回歸撰寫劇本，大衛·埃里森、達娜·戈德堡、唐·格蘭傑、賽隆、貝絲·科諾（Beth Kono）、AJ·迪克斯（AJ Dix）、馬克·埃文斯和普林斯-拜斯伍德擔任製片人。

### 拍攝
主體拍攝於2022年6月13日開始進行。部分拍攝是在義大利電影製片廠進行。2022年8月，電影佈景在拆除時起火，導致拍攝延期。額外拍攝在英國進行。電影於2022年9月殺青。

### 後製
2024年7月，賽隆表示，由於Netflix內部的人事更迭，本片在後期製作五週後被關閉，但已在此後完成並將「很快」上映。2024年8月，不列顛哥倫比亞省表演者聯盟將本片列為計劃2024年10月7日至18日為期兩週的額外拍攝。馬修·施密特擔任剪輯師。

## 發行
《不死軍團2》2025年7月2日在Netflix上映。

## 外部連結
- 在Netflix上觀看《不死軍團2》
- 互联网电影数据库（IMDb）上《不死軍團2》的资料（英文）